# Ochansk
Ochansk (anche traslitterata come Ohansk) è una città della Russia europea nordorientale (Territorio di Perm'); appartiene al rajon Ochanskij, del quale è il capoluogo.
Sorge nella parte meridionale del Territorio di Perm', sulle sponde destra del fiume Kama (bacino di Votkinsk), 119 chilometri a sudovest del capoluogo Perm'.